# Ванина Ванини (телеспектакль)
«Ванина Ванини» — телеспектакль 1983 года по мотивам одноимённой новеллы Стендаля, ставящий важный вопрос и моральную дилемму о необходимости выбора между верностью своей родине, и верностью своим чувствам. Обладал широкой популярностью в СССР.

## Сюжет
Молодой карбонарий Пьетро Миссирильи сбегает из тюрьмы, переодевшись в женское платье. Он укрывается в доме богатого аристократа, чтобы залечить раны. Его дочь, Ванина, ничего не подозревая, навещает гостью, но позже узнаёт её тайну. Пьетро и Ванина влюбляются и признаются друг другу в своих чувствах. Через четыре месяца Пьетро поправляется и решает отправиться в Романью, чтобы отомстить за себя. Ванина, не желая расставаться с возлюбленным, предлагает ему пожениться, а когда тот отказывается, решает ехать за ним, оставив отчий дом. Она надеялась, что любовь Пьетро к ней пересилит его любовь к родине. В Романье Пьетро стал во главе венты, и вместе с товарищами готовил заговор. Ванина, чувствуя, что Пьетро отдаляется от неё, в порыве ревности решается на отчаянный шаг — она выдаёт легату заговор и поименно всех его участников, кроме Пьетро, и уговорила Пьетро покинуть город. Когда Миссирильи узнал, что его товарищей арестовали, он сам сдался властям, не желая считаться предателем.
Отец Ванины в это время договаривается о её браке с князем Ливио Савелли. Она соглашается, надеясь использовать его связи, чтобы помочь Миссирильи.
На суде карбонариям вынесли смертный приговор, который потом заменили на длительное тюремное заключение, всем, кроме Миссирильи. Ванина хитростью уговорила кардинала пощадить Пьетро. А узнав, что узников будут перевозить, решила встретиться с Миссирильи. На свидании Пьетро отказывается от Ванины, а она признаётся ему в предательстве. Пьетро хотел задушить её цепями, но был остановлен тюремщиком. Отвергнутая, Ванина возвращается домой в Рим.

## В ролях
- Андрей Харитонов — Пьетро Миссирильи
- Ирина Печерникова — Ванина Ванини
- Андрей Попов — рассказчик